# Le Cormier
Le Cormier är en kommun i departementet Eure i regionen Normandie i norra Frankrike. Kommunen ligger i kantonen Pacy-sur-Eure som tillhör arrondissementet Évreux. År 2022 hade Le Cormier 361 invånare.

## Befolkningsutveckling
Antalet invånare i kommunen Le Cormier
Referens:INSEE